# Seznam estonskih šahistov
Seznam estonskih šahistov.

## E
- Jaan Ehlvest

## K
- Paul Keres
- Feliks Kibbermann
- Lionel Kieseritzky
- Kaido Külaots

## N
- Jivo Nej

## O
- Tõnu Õim
- Lembit Oll

## P
- Leili Pärnpuu

## R
- Mihail Ričagov

## S
- Ortvin Sarapu
- Paul Felix Schmidt
- Olav Sepp

## T
- Monika Tsõganova

## U
- Gunnar Uusi